# Ameisensäureethylester
Ameisensäureethylester (Ethylformiat) ist eine organisch-chemische Verbindung aus der Stoffgruppe der Carbonsäureester. Ameisensäureethylester hat einen typischen Geruch nach Rum bzw. Arrak.

## Vorkommen
Als natürlicher Aromastoff kommt Ameisensäureethylester in vielen verschiedenen Pflanzen vor. Es wurde auch als eines der kompliziertesten Moleküle im Weltall, genauer in der Sternentstehungsregion Sagittarius B2 in der Nähe des Milchstraßenzentrums, gefunden.

## Gewinnung und Darstellung

### Carbonylierung von Ethanol
Ethylformiat kann großtechnisch durch Carbonylierung von Ethanol mit Kohlenstoffmonoxid bei Temperaturen von 60–70 °C und Drücken von 40–50 bar hergestellt werden.
Als Katalysatoren werden meist Metallalkoholate wie Natriumethanolat eingesetzt.

### Veresterung
Im Labor kann Ameisensäureethylester durch säurekatalysierte Veresterung von Ameisensäure mit Ethanol hergestellt werden.
Aufgrund der im Vergleich zu anderen Carbonsäuren leichten Dehydratisierbarkeit der Ameisensäure können hierbei allerdings keine starken Trockenmittel wie z. B. konz. Schwefelsäure verwendet werden.
Nach dem Prinzip von Le Chatelier bewirkt eine Abtrennung des entstehenden Wassers bzw. das Abziehen des Esters eine Verlagerung des Gleichgewichts auf die Produktseite (siehe auch Massenwirkungsgesetz).

## Eigenschaften

### Physikalische Eigenschaften
Ethylformiat ist eine farblose Flüssigkeit, die unter Normaldruck bei 54 °C siedet. Die Dampfdruckfunktion ergibt sich nach Antoine entsprechend log10(P) = A−(B/(T+C)) (P in kPa, T in K) mit A = 6,1384, B = 1151,08 und C = −48,94 im Temperaturbereich von 213 bis 336 K bzw. mit A = 6,4206, B = 1326,4 und C = −26,867 im Temperaturbereich von 327 bis 498 K. Die kritischen Größen betragen 506,8 K für die kritische Temperatur, 4691 kPa für den kritischen Druck und 0,228 m3·kmol−1 für das kritische Volumen.

### Chemische Eigenschaften
Der Ester kann durch Reaktion mit Wasser in Umkehrung der Bildungsreaktion verseift, d. h. hydrolysiert werden. Die Hydrolyse kann durch Säuren katalysiert werden und verläuft dann in genauer Umkehrung der Veresterungsreaktion; es entstehen wieder Ethanol und Ameisensäure. Bei der basischen Hydrolyse erhält man dagegen Ethanol und ein Salz der Ameisensäure, ein Formiat.

### Sicherheitstechnische Kenngrößen
Ethylformiat bildet leicht entzündliche Dampf-Luft-Gemische. Die Verbindung hat einen Flammpunkt bei −20 °C. Der Explosionsbereich liegt zwischen 2,8 Vol.‑% als untere Explosionsgrenze (UEG) und 16 Vol.‑% als obere Explosionsgrenze (OEG). Die Grenzspaltweite wurde mit 0,94 mm bestimmt. Es resultiert damit eine Zuordnung in die Explosionsgruppe IIA. Die Zündtemperatur beträgt 445 °C. Der Stoff fällt somit in die Temperaturklasse T2. Die elektrische Leitfähigkeit ist mit 1,45·10−7 S·m−1 eher gering.

## Verwendung
Ethylformiat wird vorwiegend zur Herstellung künstlicher Rum- und Arrakessenzen verwendet. Zudem dient es als Zusatzstoff zu Pfirsich-, Bananen-, Apfel- und Ananasaromen. Weiterhin kann es als Fungizid in Getreide- und Tabakkulturen benutzt werden. Der Einsatz von Ethylformiat im Vorratsschutz wurde zumindest diskutiert. In Deutschland, Österreich und der Schweiz besteht keine Zulassung von Ethylformiat als Pflanzenschutzmittel.
Ethylformiat dient als Zwischenprodukt bei verschiedenen organischen Synthesen (Formylierung). In der Industrie wird es auch als Lösemittel für Nitrocellulose und Celluloseacetat eingesetzt.

## Sicherheitshinweise
Der Ester ist sehr leicht entzündlich und reagiert auch mit vielen Oxidationsmitteln. Dabei können gefährliche Stoffe wie Ameisensäure, Formaldehyd und Kohlenstoffmonoxid entstehen. Ameisensäureethylester kann sowohl über die Haut, als auch die Atemwege aufgenommen werden, wobei Reizung von Augen, Schleimhäuten und Atemwegen auftreten. Höhere Konzentrationen oder Aufnahme über einen längeren Zeitraum können Schädigungen des Zentralnervensystems und der Lunge hervorrufen.